# Remigija Nazarovienė
Remigia Nazarovienė, född den 2 juni 1967 i Ashkhabad i Turkmenska SSR, är en litauisk före detta friidrottare som tävlade i mångkamp.
Nazarovienės främsta merit är hennes bronsmedalj i sjukamp vid VM 1997 i Aten efter en serie på 6566 poäng. Hon deltog vid VM 1995 där hon slutade på sjuttonde plats och vid VM 1999 där hon blev åtta. 
Hon slutade fyra i femkamp vid inomhus-VM 1999 i Maebashi.

## Personliga rerkod
- Femkamp - 4 561 poäng
- Sjukamp - 6 604 poäng